# Катахреза
Катахреза (грец. κατάχρησις — зловживання) — різновид гіперболічної метафори, в якій сполучаються слова, логічно між собою не узгоджені («червоне чорнило», «пекучий лід» тощо). Частіше подібні тропи називають оксиморонами, оскільки вони створюються завдяки незвичайному використанню епітетів (назва збірки В. Стуса «Веселий цвинтар» тощо). Подеколи катахреза вживається і в ширшому розумінні — як сполучення несумісних понять: «Я вже човен в снігах. Я в сніги вже гребу» (М. Вінграновський).